# AS Blainville
Az AS Blainville egy kanadai labdarúgócsapat, amelynek székhelye a Québec állambeli Blainville városában található. A klub 2012 óta a kanadai másodosztályban, a League1 Québec-ben szerepel. Hazai mérkőzéseit a 2 000 néző befogadására alkalmas Parc Blainville-ben játssza. A klub tartományi másodosztályhoz való csatlakozása óta négyszer nyerte meg a bajnoki címet.

## Sikerek
- League1 Québec
  - Bajnok (4): 2017, 2018, 2019, 2020

## További hivatkozások
- Hivatalos honlapja Archiválva 2019. december 19-i dátummal a Wayback Machine-ben